# Mérion splendide
Malurus splendens
Pour les articles homonymes, voir Splendide.
Espèce
Statut de conservation UICN

 LC  : Préoccupation mineure
Répartition géographique
Le Mérion splendide (Malurus splendens) est une espèce de passereaux de la famille des Maluridae largement répandu en Australie où il est endémique. On le trouve depuis l'est de la Nouvelle-Galles du Sud jusqu'à l'Australie Occidentale. Il habite surtout les régions arides et semi-arides. C'est un petit oiseau avec une longue queue aux couleurs d'un bleu brillant lors de la période de reproduction.
Il existe chez cette espèce un important dimorphisme sexuel, le mâle en plumage nuptial est un oiseau petit, à longue queue où prédominent la couleur bleue et noire dans le plumage. Les mâles non reproducteurs, les femelles et les jeunes sont essentiellement gris-brun, ce qui a donné l'impression au début que les mâles étaient polygames car tous les oiseaux de couleur grises étaient pris pour des femelles. Il existe plusieurs sous-espèces bleues et noires qui étaient initialement considérées comme des espèces distinctes.
Comme d'autres mérions, le Mérion splendide est remarquable pour plusieurs caractéristiques comportementales propres ; ces oiseaux sont socialement monogames mais ont une grande liberté sexuelle, ce qui signifie que même s'ils forment des couples entre un mâle et une femelle, chaque partenaire s'accouple avec d'autres individus du groupe qui les aideront à élever les jeunes du couple. Les mérions mâles cueillent des pétales roses ou violets pour les exposer devant la femelle lors de la parade nuptiale.
L'habitat du Mérion splendide va de la forêt sèche aux simples broussailles, d'une manière générale toute région avec suffisamment de végétation pour les loger. Contrairement au Mérion superbe, il ne s'est pas bien adapté à la présence humaine et a disparu de certaines zones urbanisées. Le Mérion splendide mange principalement des insectes et complète son alimentation avec des graines.

## Taxonomie
Le Mérion splendide est l'une des 12 espèces du genre Malurus, communément connu sous le nom vernaculaire de Mérion que l'on trouve en Australie et dans les plaines de Nouvelle-Guinée. Dans le genre Mérion, il est le plus étroitement lié au Mérion superbe. Ces deux espèces sont étroitement liées au Mérion couronné du nord-ouest de l'Australie.
Les premiers spécimens ont été collectés en bordure de la baie King George à Albany et ont été nommés Saxicola splendens par les naturalistes français Jean René Constant Quoy et Joseph Paul Gaimard en 1830, trois ans avant que John Gould ne leur donne le nom scientifique de Malurus pectoralis et le nom vernaculaire anglais de Banded Superb-warbler. Bien qu'il ait été correctement placé dans le genre Malurus, le nom spécifique des premiers auteurs a eu la priorité. L'épithète spécifique est dérivé du latin splendens, qui signifie "brillant". Comme les autres mérions, le Mérion splendide n'est pas apparenté au véritable roitelet.
Il a d'abord été classé en tant que membre des Muscicapidae, les gobe-mouches de l'Ancien Monde par Richard Bowdler Sharpe,, mais il a ensuite été placé dans la famille des Sylviidae par le même auteur avant d'être placé dans la nouvelle famille des Maluridae en 1975. Plus récemment, les analyses d'ADN ont montré que la famille devait être liée à la famille des Meliphagidae et avec les Pardalotidae pour former la super-famille des Meliphagoidea,

## Sous-espèces

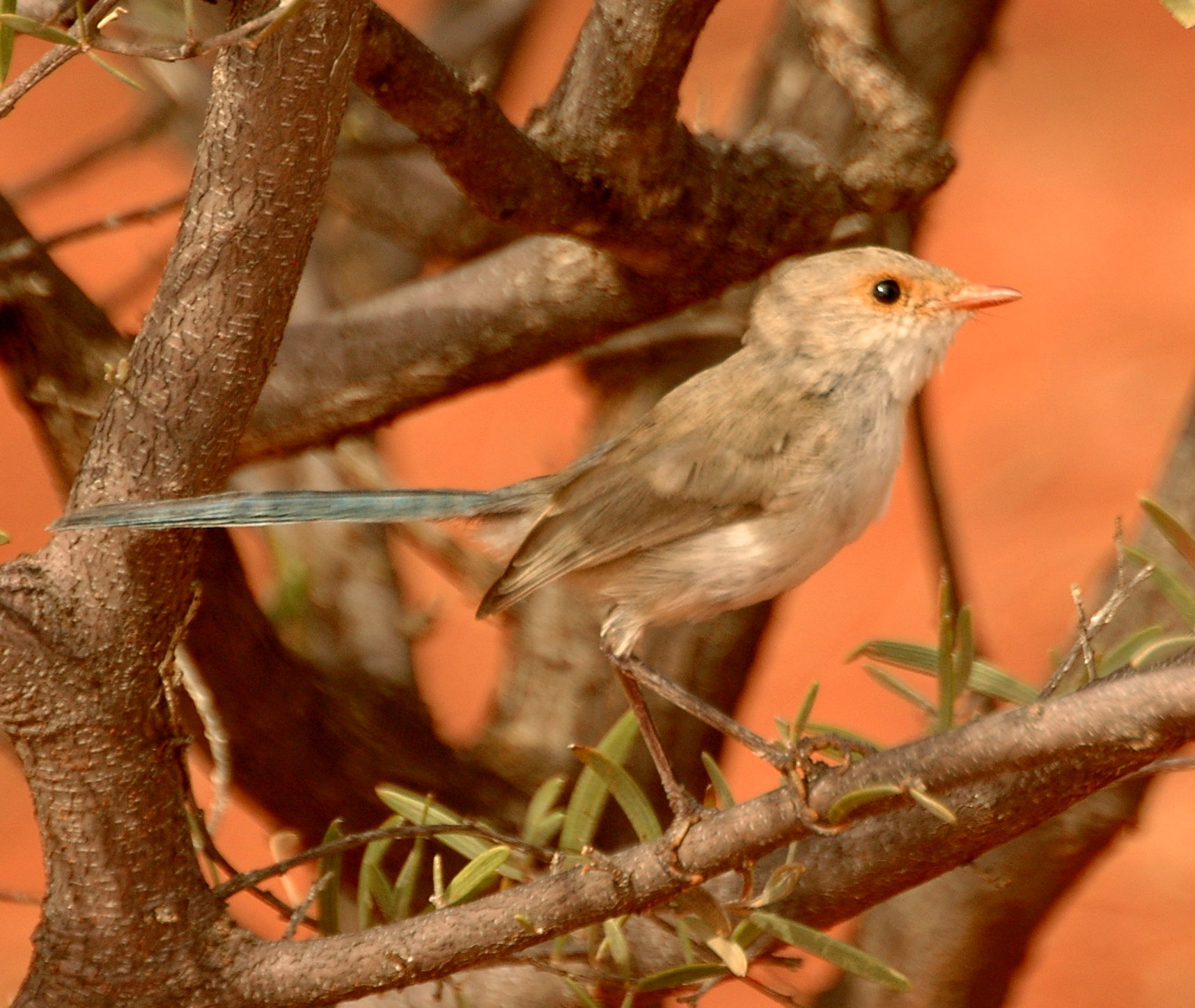
Femelle Malurus splendens emmettorum Queensland

La taxonomie actuelle reconnaît quatre sous-espèces: Malurus splendens splendens trouvè dans le sud et le centre de l'Australie-Occidentale, Malurus splendens melanotus à l'intérieur de l'Australie orientale, Malurus splendens musgravi dans le centre de l'Australie, sous-espèce connue autrefois sous le nom de  M. S. callainus et Malurus splendens emmottorum dans le sud-ouest du Queensland.

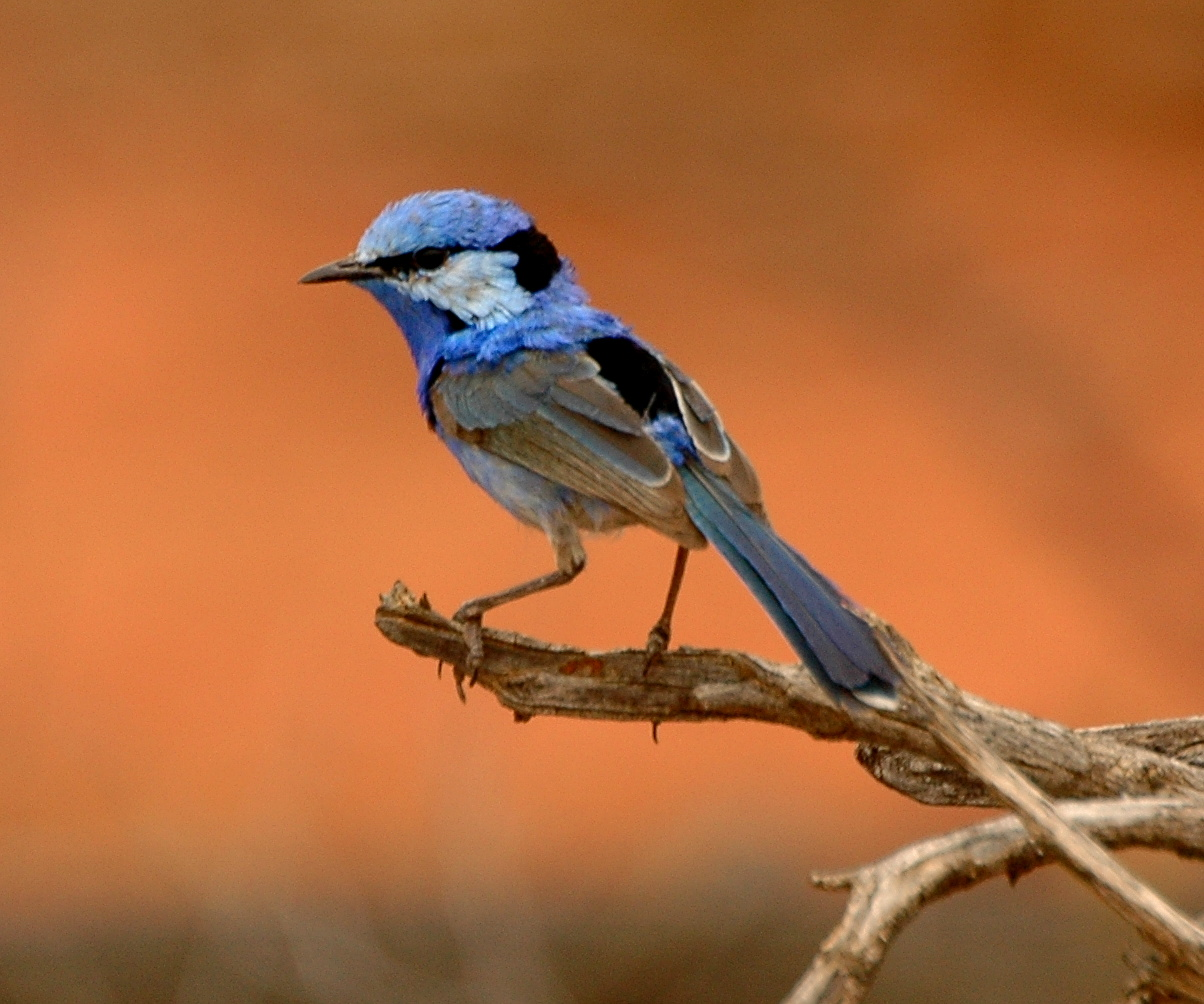
Mâle Malurus splendens emmettorum Queensland

Au départ, ces sous-espèces étaient considérées comme des espèces séparées, retrouvées parfois loin de leur domaine mélangées entre elles. Toutefois, lorsqu'on a mieux connu l'intérieur de l'Australie, on a constaté l'existence de zones d'hybridation où les sous-espèces se reproduisaient. Aussi, en 1975, les différentes formes ont été reclassées en tant que sous-espèces de Malurus splendens.
- M. s. splendens vit dans une grande partie du centre et du sud de l'Australie-Occidentale. Il s'agit de la forme nominale décrite par Quoy et Gaimard en 1830.
- M. s. melanotus décrit par John Gould en 1841 comme espèce distincte[14] vit dans le mallee d'Australie-Méridionale (dans la région au nord-est d'Adélaïde), dans l'ouest du Victoria, dans l'ouest de la Nouvelle-Galles du Sud et dans le sud-ouest du Queensland. Il diffère de la sous-espèce nominale par son dos noir et son bas-ventre blanc.
- M. s. musgravei, décrit en 1922 par l'ornithologue amateur Gregory Mathews comme une espèce distincte du bassin du lac Eyre, dans le centre de l'Australie[15]. On le trouve dans les zones de mulga et de mallee dans une grande partie de l'Australie-Méridionale et dans le sud du Territoire du Nord. Il a le dessus d'un bleu turquoise plus clair que celui du Mérion splendide nominal ainsi qu'une croupe noire. Ceci explique largement qu'on l'ait appelé M. callainus (Mérion turquoise) lorsqu'il a été recueilli par l'ornithologue Samuel White et nommé par John Gould en 1867. Cet individu a été considéré comme un hybride entre les sous-espèces actuelles musgravei et melanotus et donc musgravei est redevenu le nom de sous-espèce[13].
- M. s. emmottorum a été décrit à partir d'individus du sud-ouest du Queensland et a reçu le statut de sous-espèces en 1999 par Schodde et Mason[13]. Il a été nommé d'après Angus Emmott, un agriculteur et biologiste amateur de l'ouest du Queensland[16].

### Évolution
Dans sa monographie de 1982, l'ornithologue Richard Schodde propose une origine méridionale de l'ancêtre commun des Mérions splendide et superbe. À un moment donné dans le passé, le groupé a été scindé en deux zones distinctes, l'une au sud-ouest (pour le Mérion splendide), l'autre au sud-est (superbe) de l'Australie. Comme le sud-ouest était plus sec que le sud-est, une fois que les conditions de vie ont été plus favorables, les formes Splendides ont été plus en mesure de se propager dans les régions intérieures.
Ce nouveau territoire a ensuite été divisé en au moins trois enclaves qui ont évolué isolement à la suite des périodes glaciaires sèches jusqu'à l'actuel climat plus favorable qui a vu leur territoire s'étendre à nouveau et permettre aux Mérions de s'hybrider la où leurs territoires se chevauchent. Ceci suggère que l'origine de la scission n'est que très récente car les sous-espèces n'ont pas eu assez de temps pour se spécialiser. D'autres études moléculaires pourraient venir modifier ce qui n'est qu'une hypothèse.

## Description

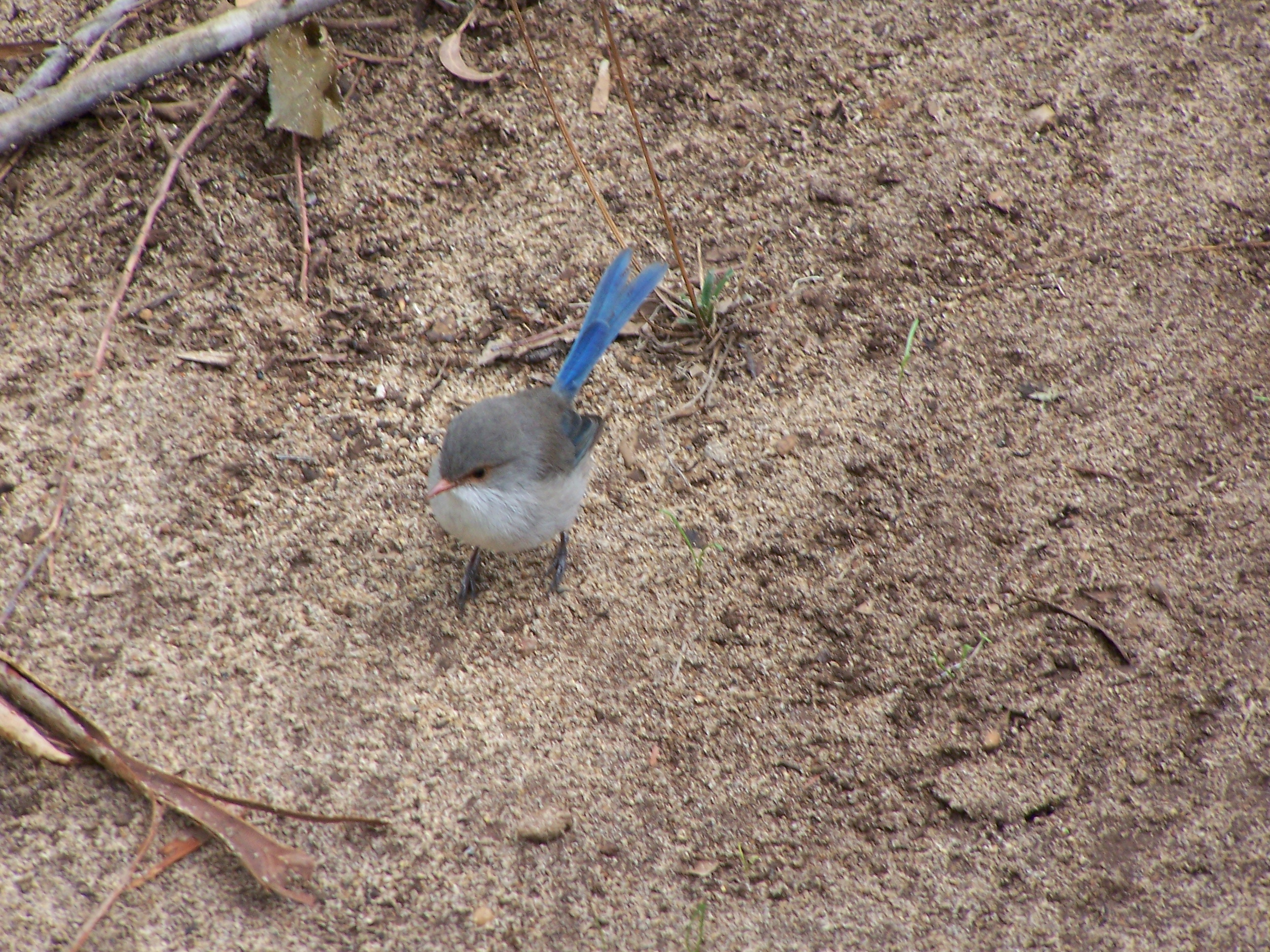
Femelle M. s. splendens montrant son bec marron et sa queue bleue.

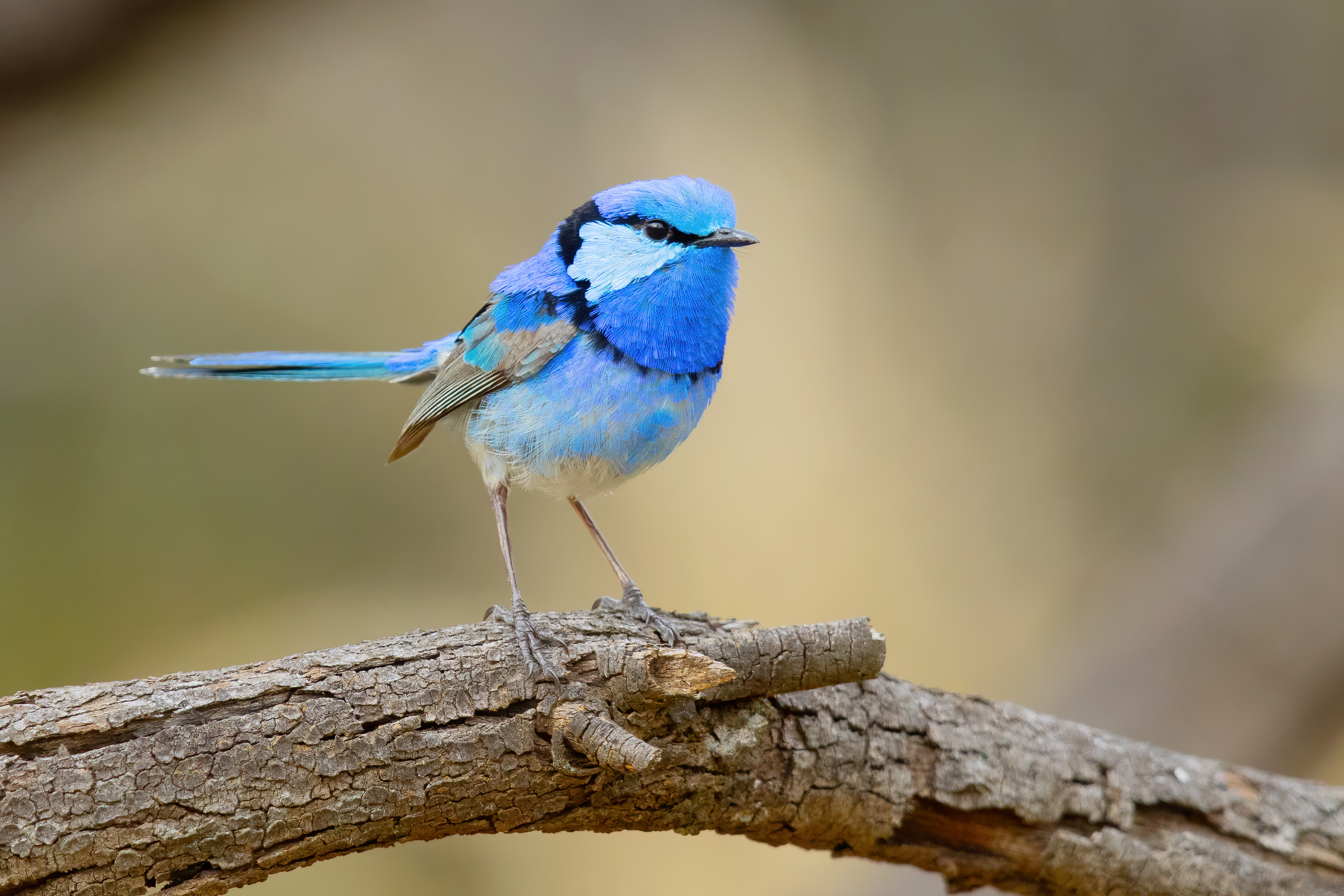
Un mérion splendide en Nouvelle-Galles du Sud (Australie).

C'est un petit oiseau de 14 centimètres de long queue comprise pour un poids de 10,6 g chez le mâle, 9,6 chez la femelle; le mâle a le front et la région des oreilles d'un bleu brillant; la gorge est violette; la queue, la poitrine et les ailes d'un bleu soutenu, le bec, une bande sur les yeux et une autre sur la poitrine sont noirs; les pattes sont marron. En dehors de la période de reproduction, le mâle est marron avec du bleu dans les ailes et la queue. La femelle ressemble au mâle mais a une tache autour des yeux et le bec marron.
Les mâles immatures muent en plumage nuptial la première saison de reproduction après l'éclosion, mais cette mue peut être incomplète avec un plumage brun résiduel et le rester encore un an ou deux avant de s'achever complètement. Les deux sexes muent à l'automne après l'accouplement, les mâles perdant leur apparence nuptiale. Ils mueront de nouveau en plumage nuptial en hiver ou au printemps. Certains des mâles les plus âgés vont rester bleus toute l'année, muant directement du plumage nuptial d'une année sur l'autre. Le plumage bleu des mâles reproducteurs, en particulier au niveau des oreilles, est très irisé en raison de la disposition aplatie et tordue des barbules. Le plumage bleu reflète également fortement la lumière ultraviolette et ainsi il est plus visible des autres mérions dont la vision des couleurs s'étend dans cette partie du spectre.
Le chant est décrit comme une ritournelle expansive: il est plus grave et plus bruyant que chez d'autres Mérions et varie d'un individu à l'autre. Un simple et doux trrt sert d'appel de contact dans un groupe à la recherche de nourriture tandis que le cri d'alarme est un tsit. Les coucous et autres intrus peuvent être accueillis par une posture de menace et un crissement continu. Les femelles émettent une sorte de ronronnement tout en couvant.

## Distribution et habitat
Il est largement répandu dans les zones arides et semi-arides de toute l'Australie. On le trouve dans les régions broussailleuses, les mulgas et les mallees ainsi que dans les régions boisées du sud-ouest de l'Australie. Les sous-espèce splendens et orientale sont sédentaires mais la sous-espèce musgravei semble au moins pour partie nomade. Contrairement au Mérion superbe, le Mérion splendide ne s'est pas bien adapté à la présence de l'homme et a disparu de certaines zones urbanisées. Les forêts plantées de pins (Pinus spp.) et d'eucalyptus leur sont tout aussi inadaptées car elles n'ont pas de sous-bois.

## Comportement

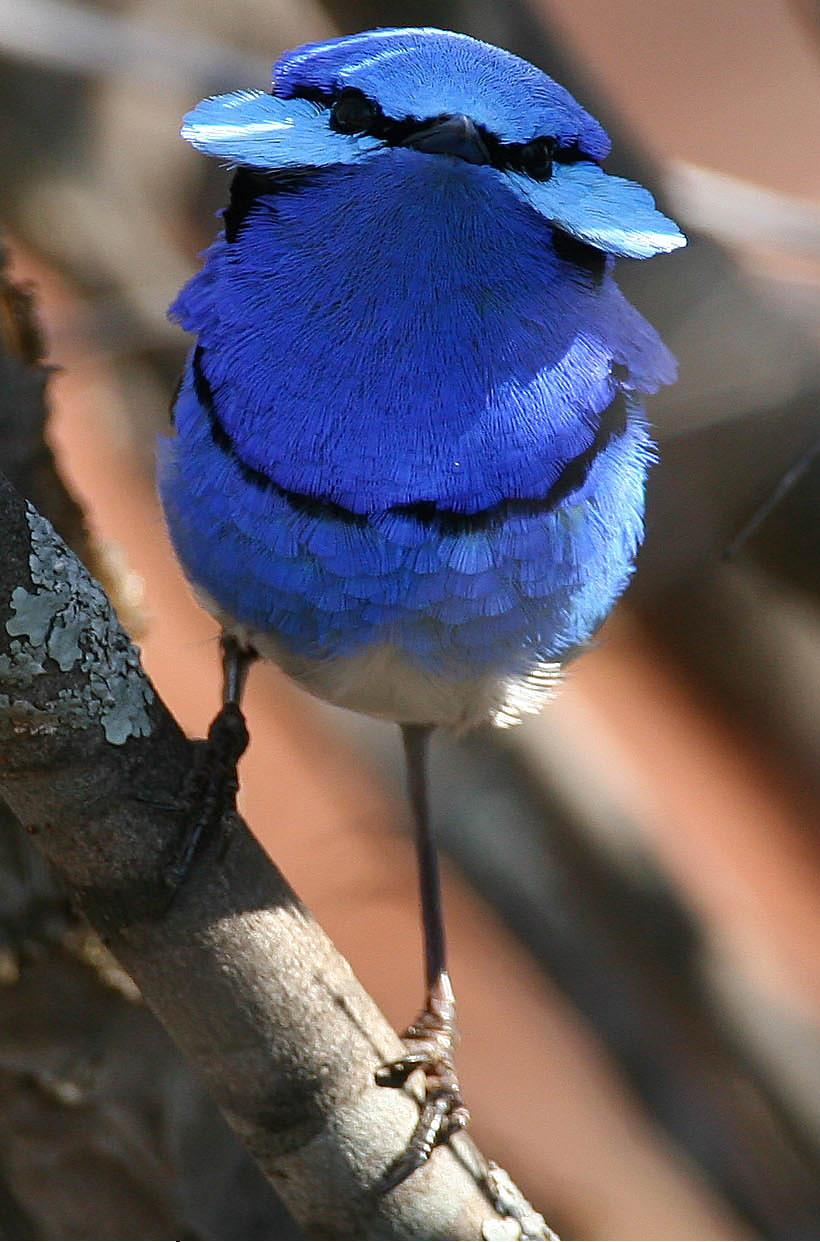
M. s. melanotus vu de face faisant l'éventail facial.

Comme tous les Mérions, le Mérion splendide mène presque sans cesse une recherche active de nourriture, en particulier sur terrain dégagé à proximité d'abris mais aussi sous le feuillage des arbustes. Il se déplace par série de bonds, pattes jointes, maintenant son équilibre avec sa longue queue qu'il tient généralement dressée et laisse rarement au repos. Ses ailes courtes, arrondies lui permettent de s'envoler rapidement et de voler sur de courtes distances, mais pas de faire des promenades aériennes prolongées.
Cependant, ils volent plus longtemps que la plupart des autres mérions. Au printemps et en été, les oiseaux sont actifs par périodes réparties tout au long de la journée et accompagnent leur recherche de nourriture par le chant. Les insectes sont nombreux et faciles à attraper, permettant aux oiseaux de se reposer entre deux périodes de chasse. Le groupe se tient souvent réuni à l'abri en silence au cours des périodes chaudes de la journée. La nourriture est plus difficile à trouver pendant l'hiver et ils sont tenus de passer toute la journée à sa recherche.
Ils vivent en groupes de deux à huit individus restant sur le même territoire qu'ils défendent tout au long de l'année. La superficie moyenne d'un territoire est de 4,4 ha dans les bois avec sous-bois, la superficie diminuant dans les zones densément boisées et augmentant avec le nombre de mâles dans le groupe. Le groupe se compose d'un couple avec un ou plusieurs mâles ou femelles qui aident les jeunes éclos sur le territoire, bien qu'ils puissent eux-mêmes ne pas être nécessairement le fruit du couple principal.
Les mérions splendides sont des vagabonds sexuels, chacun des partenaires s'accouplant avec d'autres partenaires et s'occupant tout de même d'élever les jeunes nés de ces rendez-vous galants. Plus d'un tiers des oisillons sont le résultat d'un « accouplement hors couple ». Les aides participent à la défense du territoire et à l'alimentation et l'élevage des jeunes. Les oiseaux se perchent aussi en groupe, côte à côte, dans un couvert dense, afin de se lisser mutuellement les plumes.
Les principaux prédateurs des nids sont Gymnorhina tibicen (le Cassican flûteur), Dacelo novaeguineae (le Martin-chasseur géant), les espèces de Cracticus, Strepera, Corvus, Colluricincla. Dans les espèces de mammifères introduits, on citera le renard roux (Vulpes vulpes), le chat (Felis catus) et le rat noir (Rattus rattus). Comme les autres espèces de Mérions, le Mérion splendide sait utiliser une technique de distraction pour éloigner les prédateurs des nids avec de jeunes oiseaux. Pour cela, il baisse la tête, le cou et la queue, écarte les ailes, gonfle les plumes et s'enfuit rapidement en lançant des cris d'alarme continus.

## Alimentation
Le Mérion splendide est essentiellement insectivore, son alimentation comportant une vaste gamme de petits animaux, surtout des arthropodes comme les fourmis, sauterelles, grillons, araignées et autres insectes. Ils la complètent par de petites quantités de graines, de fleurs et de fruits. Ils sont souvent en train de fourrager sur le sol ou dans des arbustes à moins de deux mètres au-dessus du sol, ce qu'on appelle le « hop-searching ». Fait exceptionnel chez les Mérions, ils peuvent aussi occasionnellement fourrager dans la canopée des eucalyptus en fleurs. Les oiseaux ont alors tendance à se tenir très près les uns des autres, cette pratique devant les rendre moins vulnérables à une série de prédateurs.
Les aliments peuvent être rares en hiver et les fourmis deviennent alors une importante option de dernier recours, représentant une proportion beaucoup plus élevée que la moyenne de leur alimentation. Les adultes nourrissent leurs jeunes différemment d'eux-mêmes, leur apportant de gros articles comme des chenilles et des sauterelles.

## Parades
On a décrit plusieurs parades des mâles de Mérions splendides.
Le Sea Horse Flight (le « vol de l'hippocampe ») doit son nom à la similitude des mouvements observés chez les hippocampes. Il consiste en un vol très onduleux où le mâle, le cou allongé et les plumes de la tête dressées, vole et, passant son corps de l'horizontale à la verticale, est capable, en accélérant ses battements d'ailes, de descendre lentement et de remonter rapidement après avoir touché le sol.
Le Face fan (l'« éventail facial ») semble devoir être considéré comme un des comportements de parade agressive ou sexuelle; il consiste en un évasement des touffes de plumes bleues des oreilles en les érigeant.
Une autre habitude intéressante des mâles de cette espèce de Mérions et d'autres pendant la saison de reproduction est d'arracher des pétales (pour cette espèce, à prédominance rose et violet contrastant donc avec leur plumage) et de les montrer à des femelles. Ce comportement fait souvent partie de la parade nuptiale et est effectué devant une femelle par le mâle du couple ou celui d'un autre territoire. En dehors de la saison de reproduction, les mâles peuvent encore parfois montrer des pétales à des femelles d'autres territoires, sans doute pour se faire valoir.
Il est remarquable de constater que les Mérions qui sont socialement monogames, ont une grande liberté sexuelle: Les couples sont formés pour la vie, mais les partenaires s'accouplent régulièrement avec d'autres individus, une certaine proportion de jeunes étant ainsi engendrés par des mâles extérieurs au groupe. Les jeunes sont souvent élevés, non par le couple seul, mais par d'autres mâles qui se sont aussi accouplés avec les aides féminines. Ainsi, cette présentation de pétale pourrait servir à renforcer les liens du couple. Elle pourrait aussi être un moyen supplémentaire pour les mâles d'obtenir les faveurs de la femelle mais les observations faites n'ont pas permis d'observer d'augmentation des copulations peu après ces présentations.

## Reproduction
La reproduction se déroule au printemps et au début de l'été. Le nid est une boule de feuilles d'herbes et de toiles d'araignées avec une entrée sur le côté. Le nid est à faible hauteur caché dans l'épaisseur des buissons d’Acacia pulchella ou d'une espèce d’Hakea. Il y a une ou deux couvées par saison. La femelle pond de deux à quatre œufs blancs parsemés de taches rouges mesurant 12x16 mm. L'incubation dure deux semaines. Après l'éclosion, les oisillons sont nourris et leurs excréments éliminés par tous les membres du groupe pendant 10 à 13 jours, période au bout de laquelle ils ont acquis toutes leurs plumes. Les jeunes restent dans le groupe familial comme aides pendant un an ou plus avant de passer dans un autre groupe, généralement adjacent, ou d'assumer une position dominante dans le groupe initial. À ces postes, ils nourrissent et prennent soin des nichées ultérieures.
Les couvées de Mérions splendides sont souvent victimes du parasitisme du Coucou de Horsfield (Chalcites basalis), éventuellement du Coucou éclatant (Chalcites lucidus).

### Source
- (en) Cet article est partiellement ou en totalité issu de l’article de Wikipédia en anglais intitulé « Splendid Fairywren » (voir la liste des auteurs).